# CASA C-201
Die CASA C-201 Alcotán (spanisch für Falke) war ein zweimotoriges Transport- und Verkehrsflugzeug des spanischen Herstellers Construcciones Aeronáuticas S.A. aus den 1940er- und 1950er-Jahren. Es war das erste in Spanien entworfene Verkehrsflugzeug, konnte bis zu zehn Passagiere befördern, war aber nicht mit einer Druckkabine ausgestattet. Aufgrund von Problemen bei der Beschaffung geeigneter Antriebe entstanden im Werk Getafe nur elf Exemplare.

## Geschichte
Bis zum Zweiten Weltkrieg hatte sich die spanische Luftfahrtindustrie weitgehend mit der Lizenzfertigung ausländischer Modelle begnügt. Um die Abhängigkeit vom Ausland zu verringern, beauftragte die spanische Regierung 1946 den Flugzeughersteller CASA mit der Konzipierung von vier unterschiedlichen Verkehrs- und Transportflugzeugen. Die größte Variante, ein viermotoriges Langstreckenflugzeug, ist nicht realisiert worden. Dagegen entstanden mit den Modellen C-201, C-202 und C-207 drei unterschiedliche zweimotorige Flugzeuge. Keines dieser Modelle fand einen zivilen Abnehmer. Die wenigen gebauten Exemplare wurden daher vom spanischen Militär übernommen.
Zunächst begann CASA mit der Entwicklung des leichten Transportflugzeugs C-201. Im Juni 1946 erhielt der Hersteller den Auftrag zum Bau zweier Prototypen. Der erste absolvierte seinen Jungfernflug am 11. Februar 1949, der zweite folgte 1950. Daraufhin erteilte die Regierung im Juli 1950 den Auftrag über zwölf Vorserienmodelle und einhundert Serienflugzeuge. Das erste Exemplar wurde erst 1953 ausgeliefert, da weder die Motoren noch die Propeller rechtzeitig zur Verfügung standen. 
Die Vorserienmodelle kamen in den Besitz der spanischen Luftwaffe. Davon erhielt ein Teil zehn Passagiersitze. Die übrigen dienten als Bomber, Aufklärungs- oder Ausbildungsflugzeuge.
Die Auslieferung endete 1956 nach insgesamt elf Exemplaren. Für die bereits 1955 fertiggestellten 96 Flugzeugstrukturen der Hauptserie konnte die spanische Industrie keine ausreichend leistungsstarken Motoren liefern. Eine Beschaffung ausländischer Fabrikate scheiterte am Devisenmangel des Staates sowie seiner politischen Isolierung. 1962 stornierte die Regierung den Auftrag, woraufhin der Hersteller die Flugzeugstrukturen zerlegen ließ.

## Konstruktion
Die C-201 war ein freitragender Tiefdecker und verfügte über ein einziehbares Spornradfahrwerk. In der Kabine konnten entweder zehn Personen oder eine Tonne Fracht über 1.000 Kilometer befördert werden.
Die elf gebauten Flugzeuge erhielten Sternmotoren unterschiedlicher Hersteller. Die Prototypen und einige Vorserienmodelle besaßen Cheetah-XXVII-Motoren von Armstrong Siddeley. Ein Flugzeug erhielt zwei Pratt & Whitney Wasp-Triebwerke, drei weitere zwei Elizade Sirio von ENMASA. Später erfolgte eine Ummotorisierung auf den Alvis Leonides 503.

## Militärische Nutzer
- Spanien
  - Ejército del Aire

## Technische Daten
| Kenngröße             | Daten                                                                              |
| --------------------- | ---------------------------------------------------------------------------------- |
| Besatzung             | 2                                                                                  |
| Passagiere            | 10                                                                                 |
| Länge                 | 13,94 m                                                                            |
| Spannweite            | 18,40 m                                                                            |
| Höhe                  | 3,95 m                                                                             |
| Flügelfläche          | 41,8 m²                                                                            |
| Leermasse             | 3550 kg                                                                            |
| Startmasse            | 5095 kg                                                                            |
| Höchstgeschwindigkeit | 350 km/h                                                                           |
| Dienstgipfelhöhe      | 5600 m                                                                             |
| Reichweite            | 1000 km                                                                            |
| Triebwerke            | zwei Sternmotoren Armstrong Siddeley Cheetah XXVII mit jeweils 475 PS (ca. 350 kW) |